# Szebenyi István
Szebenyi István (Tata, 1969. február 24. –) amatőr hadszíntérkutató, a móri bankrablás bizonyítékainak megtalálója.  

## Életpálya
Gyermekkorától megszállott történelemkedvelőnek számított, így ez kihatott későbbi életére is. A Vértes közelében töltötte gyermekéveit, így hamar megismerkedett az egykori hadszínterek helyszíneivel, emlékeivel. Neve 2006 októberében vált országosan ismertté, amikor egyik kutatása közben megtalálta a móri bankrablás bizonyítékait a Komárom-Esztergom megyei Tarján település határában, egy erdős területen. Felfedezésének és bejelentésének köszönhetően kerültek rács mögé a bűncselekmény valódi elkövetői.
Szebenyi később pert indított a veszprémi postásgyilkosság nyomravezetői díjkitűzése tárgyában. A gyilkosságot Nagy László követte el 2003. július 24-én: hidegvérrel fejbe lőtte, majd kirabolta F. János György postai kézbesítőt. A bíróság az ügyben végül Szebenyinek adott igazat, és jogerősen megítélte a kitűzött 10 000 000 Ft felét. Az ítélet kimondta, az általa megtalált bizonyítékok, a rejtekhely ismertté válása vezettek a tettes elfogásához. A fent leírtak alapján pert indított a móri bankrablás nyomravezetői díjának kifizetésére, de a bíróság ezt nem ítélte meg. Ügye jelenleg (2020) is folyamatban van. Azóta is folytatja amatőr kutatói tevékenységét; két könyve is megjelent.

## Könyvei
- Bene János, Szebenyi István: Vértes – a huszárok doberdója. Szülőföld Könyvkiadó, 2018
- Szebenyi István: Corpus delicti, avagy: én voltam a „móri ügy” kulcsa? Szülőföld Könyvkiadó, 2019
- Szabó Péter, Szebenyi István: Az utolsó töltényig – Magyar huszárok a második világháború forgószínpadán. Szülőföld Könyvkiadó, 2021
- Szebenyi István: Sírjaik hol domborulnak – A Vértes katonasírjai. Szülőföld Könyvkiadó, 2022

## Videók
- https://www.youtube.com/watch?v=A4lOgdt52B0
- https://www.youtube.com/watch?v=LdqdI9dmGtA
- https://www.youtube.com/watch?v=xHux2gLuhFE
- https://www.facebook.com/hetinaplo/posts/3217999354938971
- https://www.youtube.com/watch?v=ghMj2PbwcpM